# Saint-Genès-Champespe
Saint-Genès-Champespe är en kommun i departementet Puy-de-Dôme i regionen Auvergne-Rhône-Alpes i centrala Frankrike. Kommunen ligger i kantonen La Tour-d'Auvergne som tillhör arrondissementet Issoire. År 2022 hade Saint-Genès-Champespe 205 invånare.

## Befolkningsutveckling
Antalet invånare i kommunen Saint-Genès-Champespe
| Referens: INSEE |